# 매원초등학교 (서울)
매원초등학교는 대한민국 서울특별시 성북구 돈암동에 있는 사립 초등학교이다.

## 학교 연혁
- 1964년 3월 9일 : 개교
- 1965년 1월 28일: 제 1회 졸업식
- 1996년 12월 30일: 환경교육 우수교 표창(성북교육장)
- 1998년 2월 12일: 학교경영 우수학교 표창(성북교육장)
- 1999년 3월 2일: 서울교육시책구현 표창(서울특별시교육감)
- 2000년 12월 28일: 감사결과우수교 표창(서울특별시교육감)
- 2006년 12월 28일: 학교교육목표 구현 우수교 표창(성북교육장)
- 2008년 12월 29일: 학교경영우수 표창(영어교육분야, 성북교육장)
- 2014년 12월 30일: 청렴우수학교 표창(성북교육지원청)
- 2016년 12월 23일: 작은운동장, 특별교실 및 병온관 화장실 준공
- 2020년 12월 31일: 성북강북교육발전 우수기관 교육장표창(원격수업운영 분야)
- 2021년 5월 24일: 체육관 완공
- 2023년 12월 31일: 성북강북교육발전 우수기관 교육장표창(진로교육운영 분야)
- 2024년 3월 9일: 개교 60주년

## 참고 자료
- 매원초등학교 - 한국교육학술정보원 학교알리미